# Jessica Stenson

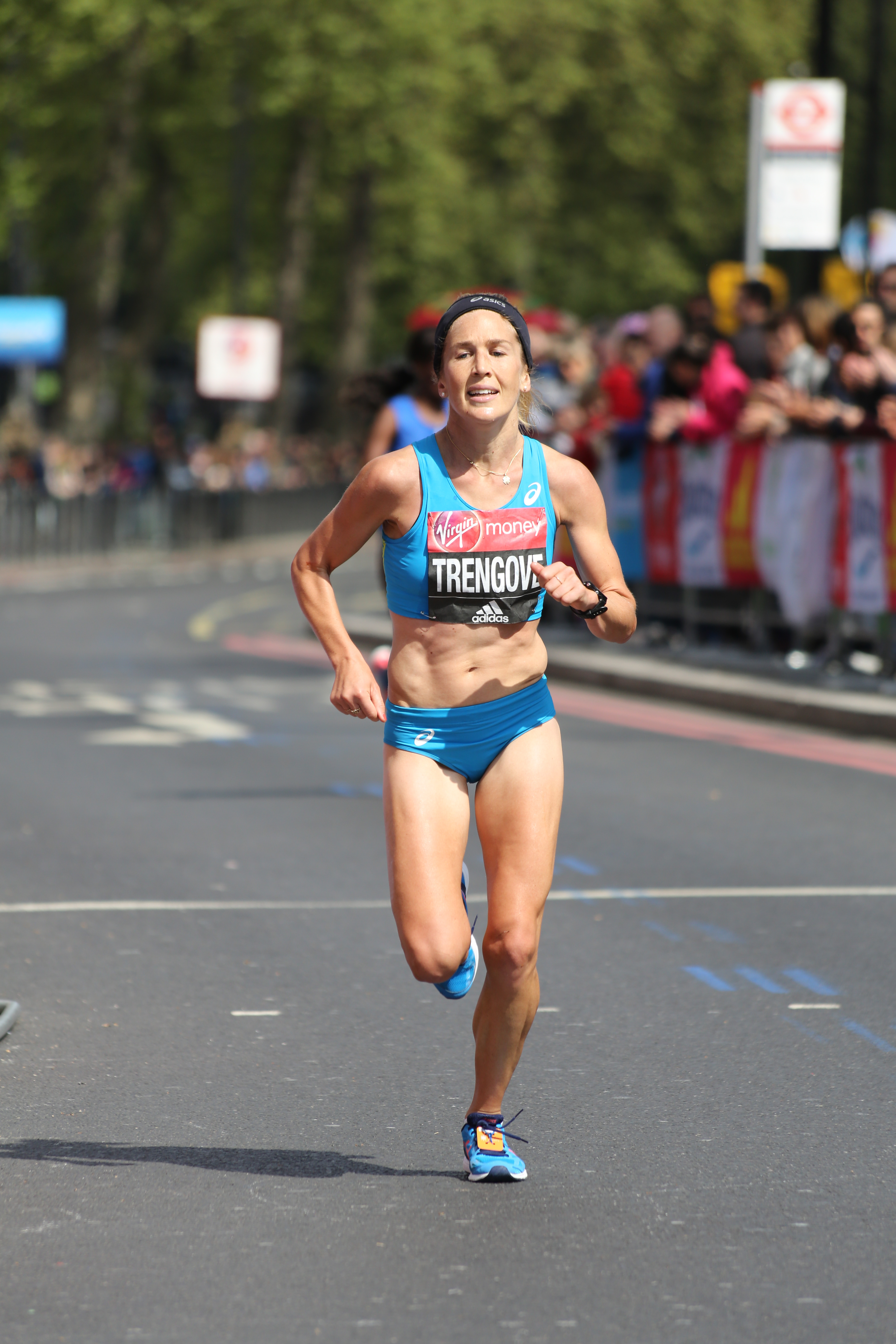
Jessica Stenson 2017 beim London-Marathon

Jessica Stenson (geb. Trengove; * 15. August 1987 in North Adelaide, City of Adelaide) ist eine australische Langstreckenläuferin, die sich auf den Marathon spezialisiert hat.

## Leben
2010 wurde Stenson Dritte beim Halbmarathonbewerb des Gold-Coast-Marathons und kam bei den Halbmarathon-Weltmeisterschaften in Nanning auf den 24. Platz. 2011 kam sie bei den Crosslauf-Weltmeisterschaften in Punta Umbría auf den 71. Platz, wurde Zweite in Gold Coast und siegte beim Halbmarathonbewerb des Melbourne-Marathons.
Im Jahr darauf belegte sie bei ihrem Debüt auf der 42,195-km-Distanz den 14. Platz beim Nagoya-Marathon und qualifizierte sich damit für die Olympischen Spiele 2012 in London, bei denen sie auf Rang 39 einlief.
2013 wurde sie beim Halbmarathon von Gold Coast erneut Zweite und Elfte beim Marathon der Leichtathletik-Weltmeisterschaften in Moskau. 2014 wurde sie Zwölfte in Nagoya und gewann Bronze bei den Commonwealth Games in Glasgow.
2015 kam sie bei den Crosslauf-WM in Guiyang auf Rang 55. Beim Halbmarathonbewerb des Rock ’n’ Roll Marathons wurde sie Zweite und beim Halbmarathon von Gold Coast Vierte.
2010 wurde sie Australische Meisterin im Crosslauf.
Bei den Olympischen Spielen 2024 in Paris beendete Stenson den Marathonwettbewerb als beste australische Teilnehmerin in der Zeit von 2:26:45 h auf dem 13. Platz.

## Persönliche Bestzeiten
- 5000 m: 15:35,22 min, 30. November 2016, Adelaide
- 10.000 m: 32:17,67 min, 2. Mai 2015, Palo Alto
- Halbmarathon: 1:11:31 h, 5. Juli 2015, Gold Coast
- Marathon: 2:24:01 h, 7. April 2024, Daegu